# San Cayetano, Tamaulipas
San Cayetano är en ort i Mexiko.   Den ligger i kommunen Güémez och delstaten Tamaulipas, i den centrala delen av landet, 500 km norr om huvudstaden Mexico City. San Cayetano ligger 200 meter över havet och antalet invånare är 894.
Terrängen runt San Cayetano är platt. Runt San Cayetano är det glesbefolkat, med 11 invånare per kvadratkilometer. Närmaste större samhälle är Ciudad Victoria, 19,0 km söder om San Cayetano. Omgivningarna runt San Cayetano är en mosaik av jordbruksmark och naturlig växtlighet.